# Саркопенична гојазност
Саркопенична гојазност (СГ) је озбиљна промена повезана са старењем људи или прогресивни пад скелетне мишићне масе, код гојазних особа која може довести до смањења снаге и функционалности. Саркопенична гојазност је присутна у склопу ааркопенијског синдрома који карактерише прогресивни и генерализовани губитак масе и снаге скелетних мишића са ризиком од нежељених исхода као што су физички инвалидитет, лош квалитет живота и смрт.
Саркопенична гојазност је присутна у стањима као што су малигнитет, реуматоидни артритис и старење, са губитком немасна телесна масе, док се масне наслаге могу сачувати или чак повећати. Ово стање код кога је однос између смањења мишићне масе и снаге у вези са узрастом често је независно од телесне масе. Дуго се сматрало да је губитак телесне тежине повезан са годинама, да се јавља заједно са губитком мишићне масе, и да је у великој мери одговоран за слабост мишића код старијих људи. Међутим, сада је јасно да су важне и промене у саставу мишића, нпр. „мраморирање мишића“, или инфилтрација масти у мишићима, што смањује квалитет мишића и њихов радни учинак.
И док промене телесне тежине увелико варирају међу појединцима, примећени су одређени обрасци промена у телесном саставу у вези са узрастом. Па тако код старијих мушкараца уочено је да се проценат масних наслага у почетку повећава, а затим се изједначава или смањује. Таква промена се приписује убрзаном смањењу немасне масе тела, заједно са почетним повећањем и каснијим смањењем масних наслага. Жене показују генерално сличан образац као и особе мушког пола, а то је да се интрамускуларна и висцерална масноћа повећавају са старењем, док количина поткожне масноће опада.

## Епидемиологија
Преваленције СГ  је највећа међу азијским мушкарцима и износи 14,4%.  Стога, постоји критична потреба за консензусном дефиницијом СГ, а тиме и њеног клиничког значаја. Постоје ограничени додатни подаци међу различитим популацијама што значи да би будуће ретроспективне истраживачке студије могле да разјасне статистичке податке и пруже робусније доказе. Међутим, ово не искључује везу између ова два стања нити одбацује могућност повезаних симптома и/или здравствених компликација.
Ова два болесна стања су синергистичка или повезана заједно, пошто повећање прогресије једног стања болести повећава озбиљност другог и обрнуто. Пирсонов хи-квадрат тест изведен на узорку од 1637 пацијената од 2019. до 2021. године утврдио је да је гојазност фактор ризика од саркопеније када се гојазност дефинише као БФ% у поређењу са БМИ.  Ово се може приписати великим количинама мршавог ткива или високој мишићној маси иако се клинички БМИ може дијагностиковати као гојазност.

## Патогенеза
Патогенеза саркопеничне гојазности укључује више фактора:
- старење,
- недостатак физичке активности,
- неухрањеност / неравнотежу витамина, инсулинску резистенцију,
- хормонске промене
- промене у саставу тела.

Тачна патофизиологија није добро схваћена, међутим ови фактори су проучавани у производњи СГ. Ови фактори повећавају таложење ектопичне/оменталне масти, инсулинску резистенцију, док смањују брзину метаболизма, физичку активност и анаболичке хормоне. 
Сматра се да су ГДФ15 и ФГФ21 (протеин/цитокин који је биомаркер за ћелијску повреду/упалу као одговор на стрес) повећани код СГ. Миостатин је такође повећан. У мастима се повећавају липотоксичност и хронична упала поред акумулације имуних ћелија. У мишићима се могу јавити митохондријална дисфункција, оксидативни стрес (неравнотежа слободних радикала и антиоксиданата који доводи до оштећења ћелија), миостеаоза (акумулација масти у скелетним мишићима) и анаболички отпор (смањена стимулација мишића на количину протеина). 
Све у свему, циклус масног и мишићног ткива доводи до ширења белог масног ткива у мишићно ткиво. Ово инхибира синтезу протеина, што доводи до опадања мишићне масе и промовише друге механизме, нпр. инсулинску резистенцију. Ослобађање цитокина такође инхибира производњу инсулина и друге механизме који повећавају ризик од болести (нпр. кардиоваскуларни проблеми који повећавају ризик од смрти и скраћују животни век).

## Клиничка слика
Симптоми су слични онима код саркопеније и гојазности. Појединац може показати индекс телесне масе који је прикладан и здрав његовом или њеном узрасту, али ће изгледати дебело.
Људи који имају саркопенију доживљавају постепен губитак мишића. Ово стање се обично манифестује као:
- смањена издржљивост,
- смањена брзина током ходања,
- неравнотежа са повећаним ризиком од падова,
- борба са свакодневним активностима,
- потешкоће у пењању уз степенице,
- губитак величине мишића.

Саркопенска гојазност такође укључује гојазност. Људи који живе са гојазношћу доживљавају низ симптома, укључујући:
- отежано дисање,
- болове у зглобовима и леђима,
- ограничену способност учешћа у физичким задацима,
- хркање,
- чести умор и прекомерно знојење.

Код неких пацијената, низ коморбидитета може да се поклопи са саркопеничном гојазношћу, на пример кардиоваскуларне болести, деменција, преломи, дијабетес, па чак и неки канцери. У неким случајевима, ако особа већ има постојећа стања, она се могу погоршати то стање ако развију СГ.  
Ефекти гојазности нису само физички, људи могу имати и неке менталне ефекте. Неки од њих укључују ниско самопоуздање које може представљати сумњу у нечију способност, забринутост, несигурност и оклевање приликом додељивања или обављања задатака. Људи са гојазношћу такође имају ниско самопоштовање. 